# Orquesta Estatal de Mecklemburgo
La Orquesta Estatal de Mecklemburgo (en alemán: Mecklenburgische Staatskapelle) es una orquesta sinfónica con sede en Schwerin, Alemania.

## Historia
El 17 de junio de 1563 el duque Juan Alberto I de Mecklemburgo anunció el nombramiento de David Köler de Zwickau como Hofkapellmeister. Parte de su tarea fue la creación de un “Hof-Cantorej”, iniciándose así la andadura de la "Hofkapelle" (orquesta de la corte). 
A Koeler le sucedieron Johannes Flamingus y Thomas Mencken. En 1701 la orquesta tenía 12 instrumentistas, siendo por entonces kapellmeister Johann Fischer. Desde 1767, la orquesta tuvo su sede en Ludwigslust. A finales del siglo XVIII fue kapellmeister Antonio Rosetti. En 1803 asumió la dirección Louis Massonneau. En 1836 la residencia regresó a Schwerin y la orquesta actuó en el nuevo teatro estatal. En 1856 fue un compositor de ópera mecklemburgués, Friedrich von Flotow, quien asumió la dirección del teatro. Tras él, George Alois Schmitt organizó grandes celebraciones musicales e introdujo un sistema de suscripción. Herman Zumpe, director y kapellmeister, continuó la labor de Flotow y Schmitt.
A principios del siglo XX, la orquesta “Hofkapelle Landeskapelle” pasó a llamarse Mecklenburgische Staatskapelle Schwerin. El director musical Werner Ladwig tuvo que dejar el cargo en 1932 por motivos políticos. En 1945 Schwerin resultó ser de las pocas ciudades que no se vio muy afectada por la guerra, y su teatro estaba estructuralmente intacto, de modo que en él se podían celebrar representaciones. Así se interpretaron obras de Mahler, Schönberg, Prokófiev, Webern, Eisler o Hindemith. Se incrementó la orquesta estatal. La dirigieron en años posteriores directores como Rudolf Neuhaus, Karl Schubert, Kurt Masur, Heinz Fricke, Hartmut Haenchen, Horia Andreescu y Klaus Tennstedt. Dieron conciertos en otros lugares de Alemania, como Berlín, Dresde y Leipzig. La orquesta superó años problemáticos sin pérdidas. En 1992 se disolvió la segunda orquesta de la ciudad, la Schweriner Philharmonie (Filarmónica de Schwerin), y la Orquesta estatal asumió a más de 20 músicos. En la actualidad tiene 68 músicos.
En 2003 asumió la dirección Matthias Foremny, quien estabilizó la situación de la orquesta.

## Directores

### Hofkapelle
- David Köler (1532-1565)
- Johannes Flamingus
- Thomas Mencken (1550-??)
- Johann Fischer (1701-1704)
- Carl August Friedrich Westenholtz (??-1789)
- Franz Anton Rösler (llamado Rosetti) (1789-1792)
- Louis Massonneau (1803-1837)
- Carl Christian Ludwig Schmidtgen (1839-1856)
- Georg Alois Schmitt (1856-1892)
- Herrmann Zumpe (1897-1901)

### Staatskapelle (desde 1926)
- Werner Ladwig (??-1932)
- Rudolf Neuhaus (1950-1953)
- Karl Schubert (1953-1958)
- Kurt Masur (1958-1960)
- Heinz Fricke (1960-1962)
- Klaus Tennstedt (1962-1969)
- Hartmut Haenchen (1976-1979)
- Fred Buttkewitz
- Ruslan Raitschew
- Ivan Törzs (1992-2003)
- Matthias Foremny (seit 2003)